# Andrij Protsenko
Andrij Oleksijovytj Protsenko (ukrainska: Андрій Олексійович Проценко), är en ukrainsk höjdhoppare. Han vann silver vid EM 2014.